# Ivan Nikolaevič Perestiani
Ivan Nikolaevič Perestiani (Taganrog, 13 aprile 1870 – Mosca, 14 maggio 1959) è stato un regista cinematografico russo.

## Filmografia (parziale)

### Regista
- I diavoletti rossi[1][2] (1923)
- Savur la tomba (1926)